# ناتسكي كاتو
ناتسكي كاتو (باليابانية: 加藤夏希) هي عارضة وعارضة أزياء وممثلة يابانية، ولدت في 26 يوليو 1985 بيوريهونجو في اليابان.

## وصلات خارجية
- ناتسكي كاتو على موقع IMDb (الإنجليزية)
- ناتسكي كاتو على موقع ميوزك برينز (الإنجليزية)
- ناتسكي كاتو على موقع قاعدة بيانات الفيلم (الإنجليزية)